# Kazimierz Barburski
Kazimierz Zygfryd Barburski (Łódź, 7 agosto 1942 – 26 maggio 2016) è stato uno schermidore polacco, vincitore di una medaglia di bronzo nella scherma ai giochi olimpici.